# 수도권 매립지

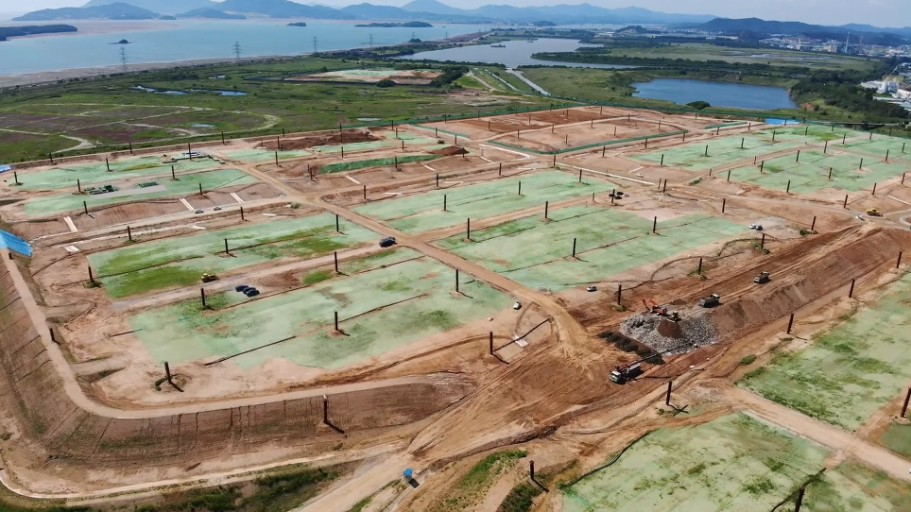

수도권 매립지(首都圈 埋立地)는 인천광역시 서구 오류왕길동(제1·2·3매립장)과 경기도 김포시 양촌읍 학운리(제4매립장 예정)에 조성된 단일 규모로는 세계 최대 규모인 쓰레기 매립지이다.
수도권 3개 광역자치단체에서 배출되는 쓰레기를 처리할 목적으로 서울특별시(지분 71.3%)와 환경부(지분 28.7%)가 공동으로 투자해 인천광역시와 경기도 김포시 사이의 해안간척지에 조성하였고, 1992년 2월 10일 개장하였다.

## 매립 현황
2021년 기준으로 서울·인천·경기지역의 2천600만 명이 배출하는 290만 톤(휴일 제외 1일 평균 약 1만2천 톤)의 생활 및 사업장 폐기물이 반입되어 매립되었다. 2014년 전체 폐기물 반입량 가운데 서울시가 37%, 인천시가 20%, 경기도가 34%를 차지했고, 반입 폐기물 중 사업장 일반 폐기물이 51.9%, 건설 폐기물이 22.2%, 생활 폐기물이 25.9%였다.
수도권매립지의 폐기물 유입량은 1994년 1,166만 톤에서 2010년 404만 톤으로 줄었고, 2021년에는 290만 톤으로 줄었다. 2025년 건설폐기물 매립금지, 2026년 생활폐기물 직매립 금지가 시행되면 매립량은 더욱 감소할 예정이다.

### 매립장
현 매립방법은 위생매립 방식이며, 예상 총 매립용량은 2억2800만 톤이다. 현재 매립이 완료된 제1매립장(4.09 km2)과 매립 진행 중인 제2매립장(3.81 km2), 다음 매립예정지인 제3·제4매립장(3.07 km2, 3.89 km2)과 기타 부지(1.99 km2) 등 총 16.85 km2로 구성되어 있다. 매립장은 매립 완료 이후 공원으로 조성할 예정인데, 공원화 사업의 일환으로 공사에서는 나무심기사업을 진행하고 유리온실과 양묘장을 운영하고 있다.
- 제1매립장: 1992년 2월 10일부터 2000년 10월 30일까지 총 6,400만 톤의 폐기물 매립이 끝났고, 현재는 사후 관리 중이다. 매립장의 상단 부분은 36홀의 골프장이 조성되어 2014년 인천아시안게임의 골프경기장으로 사용되었고, 녹색바이오단지에 승마장과 수영장이 건설되어 인천아시안게임의 승마, 수영 종목이 개최되었다.
- 제2매립장: 2000년 10월 13일부터 2018년 10월까지 총 8,000만 톤의 폐기물 매립이 끝났고, 현재는 사후 관리 중이다.[7]
- 제3매립장: 2018년 9월 3일부터 3-1공구(1.03 km2)에서 현재 매립이 진행 중인 매립장이다.[7] 환경부와 수도권 3개 시·도는 제3매립장의 1공구를 모두 사용할 때까지 수도권 매립지 사용 기한을 연장하기로 하고, 이 기간 동안 3개 시·도가 대체매립지를 확보하지 못하거나 새로운 매립지 조성이 불가능할 경우 1.06 km2의 부지를 추가로 쓸 수 있도록 합의하였다.[8] 또한 환경부와 수도권 3개 시·도의 합의로 민원의 주요 원인인 악취 발생을 유발하는 생활 폐기물 직매립이 금지되었다.[9]
- 제4매립장: 매립예정부지

### 매립 과정
폐기물 차량이 수도권매립지로 들어오면, 폐기물 통합계량대를 통과하여 폐기물 양을 자동 계량 후 매립장에 진입하여 폐기물을 하역한다. 내려진 폐기물은 펼침, 다짐, 흙덮기(복토) 등의 과정을 거쳐 매립된다. 하역한 폐기물을 4.5 m의 높이로 다지고, 그 위에 50 cm(0.5 m) 두께의 일반 흙덮기를 한다. 매일 매립작업이 완료되면 20 cm의 일일 흙덮기를 통해 환경오염을 방지한다. 폐기물 매립시 발생되는 침출수는 음식물 탈리액(脫離液)과 병합하여 특허받은 기술로 처리한 후 2급수로 방류되어 왔는데, 이를 매립지 내부에서 활용하는 '침출수 재이용' 사업을 추진중이다. 매립장에서 발생되는 가스는 포집되어 세계 최대 규모인 50MW 발전소에서 연소시켜 하루 120만 kw의 전기를 생산하여 한국전력 거래소에 판매되고 있다. 이를 통해 연간 약 400억 원 규모의 전력생산이 이루어지고 있으며, 이는 중유 40만 배럴의 에너지수입 대체효과와 같다. 또한 매립가스 중의 메탄은 유엔에서 지정한 6대 온실가스 중의 하나로서, 폐기물 분야에서는 국내최초로 유엔기후변화협약(UNFCCC)에 청정개발체제사업(CDM사업)으로 등록, 2007년부터 2017년까지 포집한 매립가스 21억 9,900만㎥를 온실가스 감축실적으로 인정받아 약 8,821,017만  CO₂톤의 탄소배출권을 발급받았다. 이 중 2021년 말 기준 약 510만  CO₂톤을 국내외 배출권 거래시장에서 판매하여 622억 원의 수익을 창출했다.

### 국제 평가
경제협력개발기구(OECD)는 2006년 발간된 《환경 동향 검토 보고서(Environmental Performance Reviews)》에서 수도권 매립지를 쓰레기 매립지의 국제적인 모범 사례로 평가하였다.

## 역사
인천광역시와 경기도 김포시 사이에 조성된 해안간척지는 1960년대 중반부터 빈민 구제 사업의 일환으로 진행하였던 것이 시초이다. 1964년 9월 9일 농림부에서 수산 증식 사업의 허가가 떨어졌고, 매립 공사 초기에는 하루에 10m 가량의 둑을 쌓는 것이 전부였으나 미76공병대의 협조로 1967년경부터는 인천항만사령부와 AID에서 지원하였다. 경서동에서 시작되어 장도(獐島)를 거쳐 율도(栗島)까지 이어지는 7.3km의 둑은 1971년 말경 모두 건설되었으며, 국가에서는 해당 지역을 임해공업단지로 지정하였다.
1980년대에 들어서 동아건설이 농지 조성을 목적으로 매립지를 확장하는 사업을 진행하였는데, 그 때문에 수도권 매립지는 동아매립지로 불리기도 했다. 동아건설에서는 1980년 1월 14일 공유수면 매립 면허를 취득하였고, 1983년 9월부터 4년 동안 기존의 간척지를 포함하여 인천 원창동, 율도, 청라도, 김포 대곶면 약암리를 이어 간척하였다. 1980년대 말 서울 난지도 쓰레기 매립장이 수용한계에 도달할 것으로 예상되자 정부는 1987년 9월 동아매립지 일대 및 영종도와 강화도 사이의 공유수면에 새로 쓰레기 매립장을 확충하기로 결정하고, 남쪽의 유보지(현 청라국제도시)를 제외한 동아매립지를 1987년 11월 25일 환경청이 양수해 1989년 8월부터 매립장으로 조성하였다. 매립장을 만들 당시에는 인천광역시 서구 백석동과 경기도 김포군 검단면이 나누어 관할했으나, 1995년 3월 1일 김포군 검단면이 인천 서구에 편입되면서 인천시 관할로 합쳐졌다.
1992년 2월 10일 수원·안산·화성 등 경기도 11개 시·군부터 쓰레기를 반입하기 시작하였고, 인천시와 경기도 9개 시·군은 4월 1일부터, 서울시는 11월 1일부터 수도권매립지를 사용하였다. 개장 당시에는 2016년 말까지 매립장 네 곳이 모두 포화상태에 이를 것으로 예상되었고, 이후에는 강화도 길상면과 영종도 동북부 사이의 해안에 수도권매립지의 3배에 이르는 60 km2의 매립장을 만들어 쓰레기를 매립하려 계획하였다. 그러나, 도시가스의 보급 확대 등에 따른 난방 방식의 변화, 쓰레기종량제의 시행과 음식물 및 재활용 쓰레기의 분리수거, 쓰레기 소각률의 증가 등으로 인해 연탄재 등 생활 폐기물의 반입량이 크게 줄어 2018년 9월에야 매립장 네 곳 중 세 번째 부지의 사용을 시작하였다. 인천시는 2016년 3월 15일, 트리플파이브세계개발기업과 수도권 매립지 공사가 '청라 K-CITY프로젝트'를 위한 투자협약(MOU)을 체결했다고 밝혔다.

### 없어진 섬
| Daedongyeojido (Gyujanggak) 13-05.jpg |  |
|                                       |  |

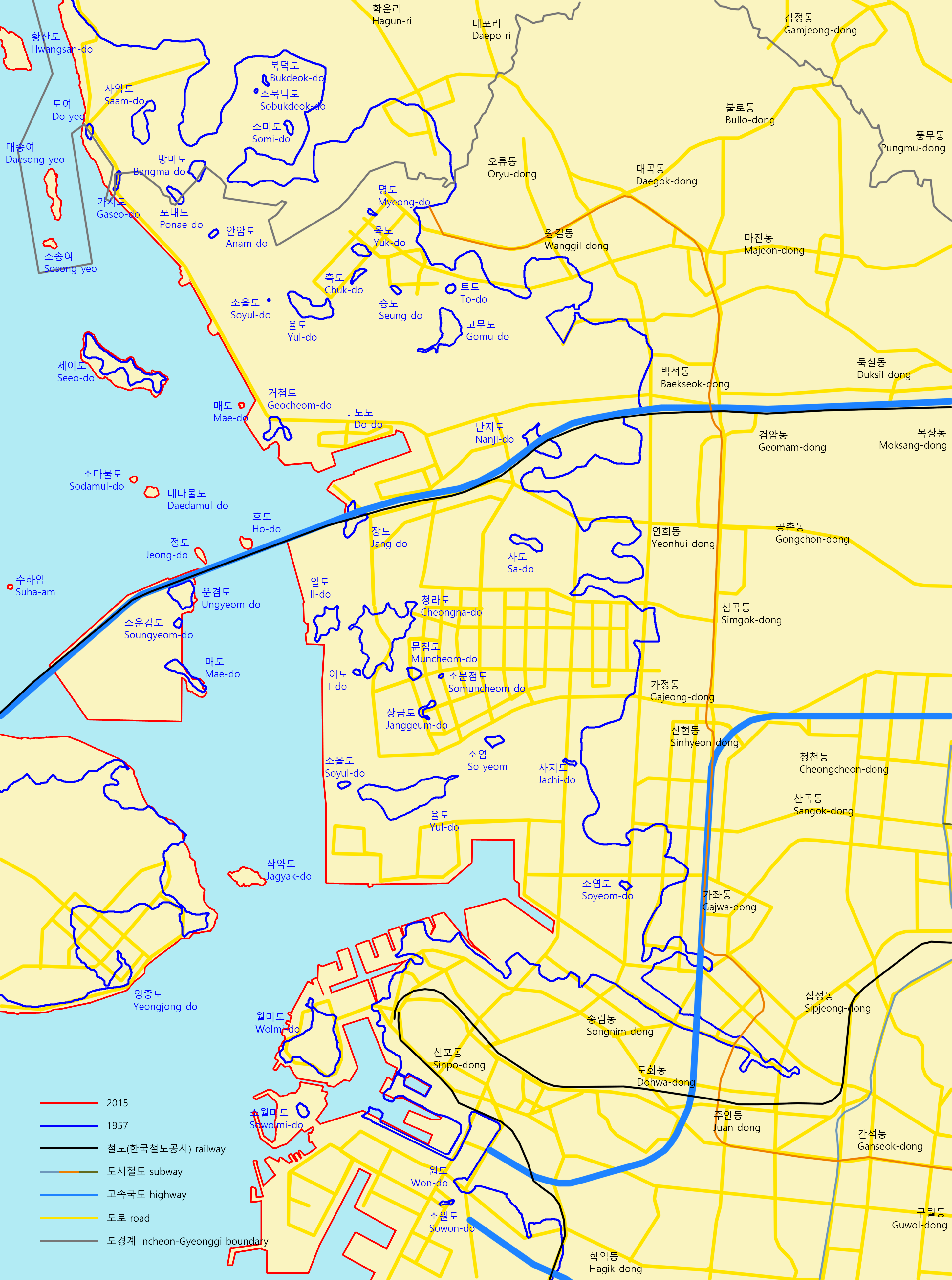
매립 현황: 붉은 직선-매립 후의 해안선, 파란 굴곡선-매립 전의 해안선

1970년대 초반 쌓은 둑은 북쪽에서부터 경서동, 장도(獐島), 일도(一島), 청라도(菁蘿島), 문첨도(文沾島), 장금도(長金島), 율도(栗島; 원창동), 소염(小―), 신현동으로 이어졌다. 1980년부터 동아건설이 매립지를 확장하면서, 이도(耳島), 소문첨도(小文沾島), 사도(蛇島), 자치도(雌雉島) 등은 매립지 안에 포함되어 지면 아래로 사라졌다.
- 장도: 노루가 많이 살아 ‘노루염’ 또는 ‘노렴’이라고도 하였다.[18]
- 일도: 한국가스공사 기지와 한국전력공사 인천복합화력발전소가 있다.[18]
- 청라도: 경서동 산251·산252 일대에 위치하였다.[19] 섬이었을 당시 해발고도는 67.7 m였으며, 면적은 0.79 km2였다. 이름은 푸른 넝쿨과 관목들이 무수히 많아, 푸른 섬이라는 뜻으로 붙었다고 한다. 섬의 모양이 뻗어나간 댕댕이덩굴처럼 생겼다 하여 붙은 이름이라는 유래도 있다. 또, 멀리서 보면 유난히 푸른색으로 보이기 때문에 파란섬이라는 뜻으로 ‘파렴’이라고도 불렀다고 전해진다. 인천 본토와 이 섬을 오가는 여객선 편이 있었는데, 1972년 6월 28일에 운행이 중단되었다가 같은 해 7월 4일부터 운행이 재개되었다.[20] 주민들이 당제를 지내던 당나무가 아직도 남아 있다. 인천신현북초등학교 청라분교가 있었으나 폐교되었다. 청라도 남동쪽의 옛 경인유스호스텔 북동쪽 능선에서 고인돌 하나가 발견되었다.[19]
- 이도: 경서동 산249, 509-10임, 672 등에 위치하였다.[19] ‘청라도 남서쪽에 인접해 있는 소규모 섬으로 청라도와 작은 소로를 경계로 구분’[19]된다고 하나, 간척 이전의 지도에는 이 섬이 청라도와 분리되어 그려진 것이 없다.
- 문첨도
- 소문첨도: 해발 8.5m로, 경서동 산255임 등지에 위치하였다.[21]
- 장금도: 경서동 산256임, 661, 662 일대에 있으며, 원래 2개의 섬이었는데 섬을 깎고 매립하여 해발 15m의 섬 한 개로 변하였다.[22]
- 율도(원창동): 임진왜란 때 조헌이 시켜 개간되었고[23], 1900년 미국인 사업가 타운센드(Townsend)가 폭약 창고를 지었다.[24] 1972년 경인에너지가 정유공장과 화력발전소를 지었다.[25]
- 소율도(원창동): 율도 옆에 있는 작은 섬이라 붙은 이름이며, 간조 때 율도와 연결되는 모습이 사람의 목과 같아 ‘목섬’이라고도 하였다.
- 소염
- 사도: 뱀이 많이 살아 붙은 이름으로, ‘사염’으로도 불렸다.[26][18]
- 자치도: 섬의 모양이 까투리를 닮아 ‘까투렴’이라고도 하였다.[26]

1980년대 후반부터 환경부가 수도권매립지 조성을 위하여 간척지를 확장하면서, 더 많은 섬이 없어졌다. 이때는 북쪽에서부터 가서도(駕嶼島), 안암도(安岩島), 거첨도(巨詹島), 장도, 일도, 청라도, 율도(원창동)를 잇는 제방을 건설하였다. 인천 서구 쪽에서는 율도(栗島; 오류동), 소율도(小栗島; 오류동), 명도(明島), 육도(陸島), 축도(杻島), 승도(升島), 토도(兎島), 고무도(古舞島), 도도(挑島), 난지도(蘭芝島)가 그 안쪽에 위치하였다. 한편, 김포 쪽에서는 도여(都礖), 사암도(沙岩島), 포내도(浦內島), 방마도(放馬島), 소미도(小米島), 북덕도(北德島), 소북덕도(小北德島)가 제방 안쪽에 들어오게 되었다.
- 가서도
- 안암도
- 거첨도: 율도(오류동) 서남쪽에 있던 섬이다.[27]
- 율도(오류동): 육도 서남쪽에 있었으며, 해발고도 65m였다.[27]
- 소율도(오류동): 율도 서쪽에 있던 작은 섬이다.[27]
- 명도: 육도 북쪽에 있었다.[27]
- 육도: 지금은 없어진 오류농장이 이 섬 자리에 있었다.[27]
- 축도: 육도 남쪽에 있었으며, 싸리염이라고도 하였다.[27]
- 승도: ‘되섬’이라고도 불렀으며, 추도 남쪽에 있었다.[27]
- 토도: 승도 동쪽에 있었다.[27]
- 고무도: 토도 남쪽에 있었으며[27], 길무도(吉舞島)로 잘못 표기되기도 하였다.
- 복숭아섬: 율도 동남쪽에 있던 섬으로, 복숭아를 닮았다고 한다.[27] 도도(桃島)라고도 하였다.
- 난지도:  ‘난지초’라는 약초가 자생하던 곳이라 하여 붙은 이름으로, 난지초는 사람들이 모두 캐가 지금은 멸종되었다고 한다.[17] ‘난염’이나 ‘난지염’으로도 불렸는데, 1960년대까지만 해도 집 40여 호의 어촌이 있어 지금도 30여 그루가 남아 있는 소나무 숲에서 풍어제를 지냈다.[28] 지금은 섬을 포함한 주변부에 국제컨트리클럽이 들어서 있다.
- 도여도
- 사암도
- 포내도: 방마도 서남쪽에 있었으며, 개펄 밭에 있다 하여 ‘개앗섬’이라고도 하였다.[27]
- 방마도: 양촌면 대벽4리에 있던 섬으로, 박마도라고도 불렸다.[27]
- 소미도
- 북덕도
- 소북덕도

## 같이 보기
- 수도권매립지관리공사
- 종합환경연구단지
- 난지도 (인천)
- 드림로
- 청라국제도시
- 세어도

## 참고 문헌
- 인천광역시; 인하대학교박물관 (2007). 《文化遺蹟分布地圖 : 仁川廣域市 桂陽區·富平區·西區·甕津郡》. 인천: 인천광역시.